# Final do Campeonato Europeu de Futebol de 2000
A Final do Campeonato Europeu de Futebol de 2000 foi uma partida de futebol disputada em 2 de Julho de 2000 no De Kuip, em Roterdão, na Holanda, para determinar o vencedor do Campeonato Europeu de Futebol de 2000. A França venceu a partida, derrotando a Itália por 2 a 1.
Marco Delvecchio deu a liderança á Itália no minuto 55, depois de um cruzamento da direita de Gianluca Pessotto, que se manteve até ao minuto final do tempo de compensação, quando Sylvain Wiltord bateu por baixo do guardião italiano Francesco Toldo levando o jogo para o prolongamento.  A França venceu o jogo pouco antes do intervalo no prolongamento, quando Robert Pires enviou a bola da esquerda para David Trezeguet marcar o golo de ouro com o pé esquerdo e vencer o torneio para a França.

## Caminho para a final
| Grupo C       | J | V | E | D | GP | GC | SG | Pts |
| ------------- | - | - | - | - | -- | -- | -- | --- |
| Países Baixos | 3 | 3 | 0 | 0 | 7  | 2  | +5 | 9   |
| França        | 3 | 2 | 0 | 1 | 7  | 4  | +3 | 6   |
| Tchéquia      | 3 | 1 | 0 | 2 | 3  | 3  | 0  | 3   |
| Dinamarca     | 3 | 0 | 0 | 3 | 0  | 8  | −6 | 0   |

| Grupo C | J | V | E | D | GP | GC | SG | Pts |
| ------- | - | - | - | - | -- | -- | -- | --- |
| Itália  | 3 | 3 | 0 | 0 | 6  | 2  | +4 | 9   |
| Turquia | 3 | 1 | 1 | 1 | 3  | 2  | +1 | 4   |
| Bélgica | 3 | 1 | 0 | 2 | 2  | 5  | -3 | 3   |
| Suécia  | 3 | 0 | 1 | 2 | 2  | 4  | −2 | 1   |

## O jogo

### Detalhes
| 2 de julho | França                         | 2 – 1 (pro) | Itália         | Estádio De Kuip, Roterdão                                    |
| 20:00      | Wiltord 90+4' · Trézéguet 103' | Relatório   | Delvecchio 55' | Público: 48 200[carece de fontes?] Árbitro: SWE Anders Frisk |

| França | Itália |

| FRANÇA:        |    |                    |     |     |
|                |    |                    |     |     |
| G              | 16 | Fabien Barthez     |     |     |
| LD             | 15 | Lilian Thuram      | 58' |     |
| Z              | 8  | Marcel Desailly    |     |     |
| Z              | 5  | Laurent Blanc      |     |     |
| LE             | 3  | Bixente Lizarazu   |     | 86' |
| M              | 4  | Patrick Vieira     |     |     |
| M              | 7  | Didier Deschamps   |     |     |
| A              | 6  | Youri Djorkaeff    |     | 76' |
| M              | 10 | Zinedine Zidane    |     |     |
| A              | 21 | Christophe Dugarry |     | 57' |
| A              | 12 | Thierry Henry      |     |     |
| Substituições: |    |                    |     |     |
| A              | 13 | Sylvain Wiltord    |     | 57' |
| A              | 20 | David Trezeguet    |     | 76' |
| M              | 11 | Robert Pirès       |     | 86' |
| Treinador:     |    |                    |     |     |
| Roger Lemerre  |    |                    |     |     |

| ITÁLIA:        |    |                      |     |     |
|                |    |                      |     |     |
| G              | 12 | Francesco Toldo      |     |     |
| Z              | 5  | Fabio Cannavaro      | 42' |     |
| Z              | 13 | Alessandro Nesta     |     |     |
| Z              | 15 | Mark Iuliano         |     |     |
| LD             | 3  | Paolo Maldini        |     |     |
| LE             | 11 | Gianluca Pessotto    |     |     |
| M              | 4  | Demetrio Albertini   |     |     |
| M              | 14 | Luigi Di Biagio      | 31' | 66' |
| M              | 18 | Stefano Fiore        |     | 53' |
| A              | 20 | Francesco Totti      | 90' |     |
| A              | 21 | Marco Delvecchio     |     | 86' |
| Substituições: |    |                      |     |     |
| A              | 10 | Alessandro del Piero |     | 53' |
| M              | 16 | Massimo Ambrosini    |     | 66' |
| A              | 19 | Vincenzo Montella    |     | 86' |
| Treinador:     |    |                      |     |     |
| Dino Zoff      |    |                      |     |     |

| Homem do jogo: Francesco Totti Árbitos assistentess: SWE Leif Lindberg DEN Jens Larsen Quarto árbitro: ESP José García Aranda |